# Heuchlingen (Bad Friedrichshall)
Heuchlingen ist ein zum Bad Friedrichshaller Stadtteil Duttenberg zählender Wohnplatz im Landkreis Heilbronn im nördlichen Baden-Württemberg.

## Geographie

### Geographische Lage
Heuchlingen liegt etwa zwei Kilometer östlich von Duttenberg. Westlich von Heuchlingen verläuft die Jagst mit einem links von ihr abzweigenden, etwa 47 Meter langen Mühlkanal. Zum Wohnplatz gehören die Staatsdomäne Schloss Heuchlingen, die unterhalb des Schlosses gelegene Heuchlinger Mühle sowie das Staatliche Obstgut Heuchlingen im äußersten Osten.

### Verkehr
Heuchlingen liegt an der Landesstraße 1096 von Bad Friedrichshall nach Züttlingen sowie den Kreisstraßen 2140 nach Oedheim und 2159 nach Gundelsheim. Bis 1971 bestand an der Mühle der Bahnhaltepunkt Duttenberg-Obergriesheim der Frankenbahn (Bahnstrecke Stuttgart–Würzburg), der seitdem ohne Halt passiert wird. Die nächsten Bahnhöfe befinden sich in Untergriesheim und Bad Friedrichshall. Am Schloss befindet sich die Bushaltestelle Heuchlinger Mühle.

## Geschichte
Heuchlingen wurde früher als Huchel-Heuchelheim bezeichnet. Die Herren von Huchelheim, die sich nach Heuchlingen benannten und Besitz an diesem hatten, werden von 1222 bis 1527 genannt. Heuchlingen wurde später auf mehrere Besitzer aufgeteilt, so auch auf die Herren von Wittstatt sowie die Capler von Oedheim. 1449 wurden Burg und Mühle von Wimpfener Bürgern im so genannten „Städtekrieg“ teilweise zerstört. Die Anteile gingen bis 1502 an den Deutschen Orden, der das infolge des Bauernkriegs zerstörte Schloss wieder errichtete. Der Orden erhob Heuchlingen zum Amtssitz für die umliegenden Orte Bachenau, Duttenberg, Hagenbach, Jagstfeld, Obergriesheim, Oedheim, Offenau und Untergriesheim.
Im Rahmen der Säkularisation des Deutschen Ordens kam Heuchlingen, gemeinsam mit Duttenberg, an das Kurfürstentum Württemberg und wurde bei der Umsetzung der Verwaltungsgliederung Württembergs 1806 dem Oberamt Neckarsulm zugeordnet. Bei der Verwaltungsreform während der NS-Zeit in Württemberg gelangte Heuchlingen 1938 zum Landkreis Heilbronn. Im Zuge der Gebietsreform in Baden-Württemberg wurde Duttenberg, und damit auch Heuchlingen, am 15. März 1972 nach Bad Friedrichshall eingemeindet.

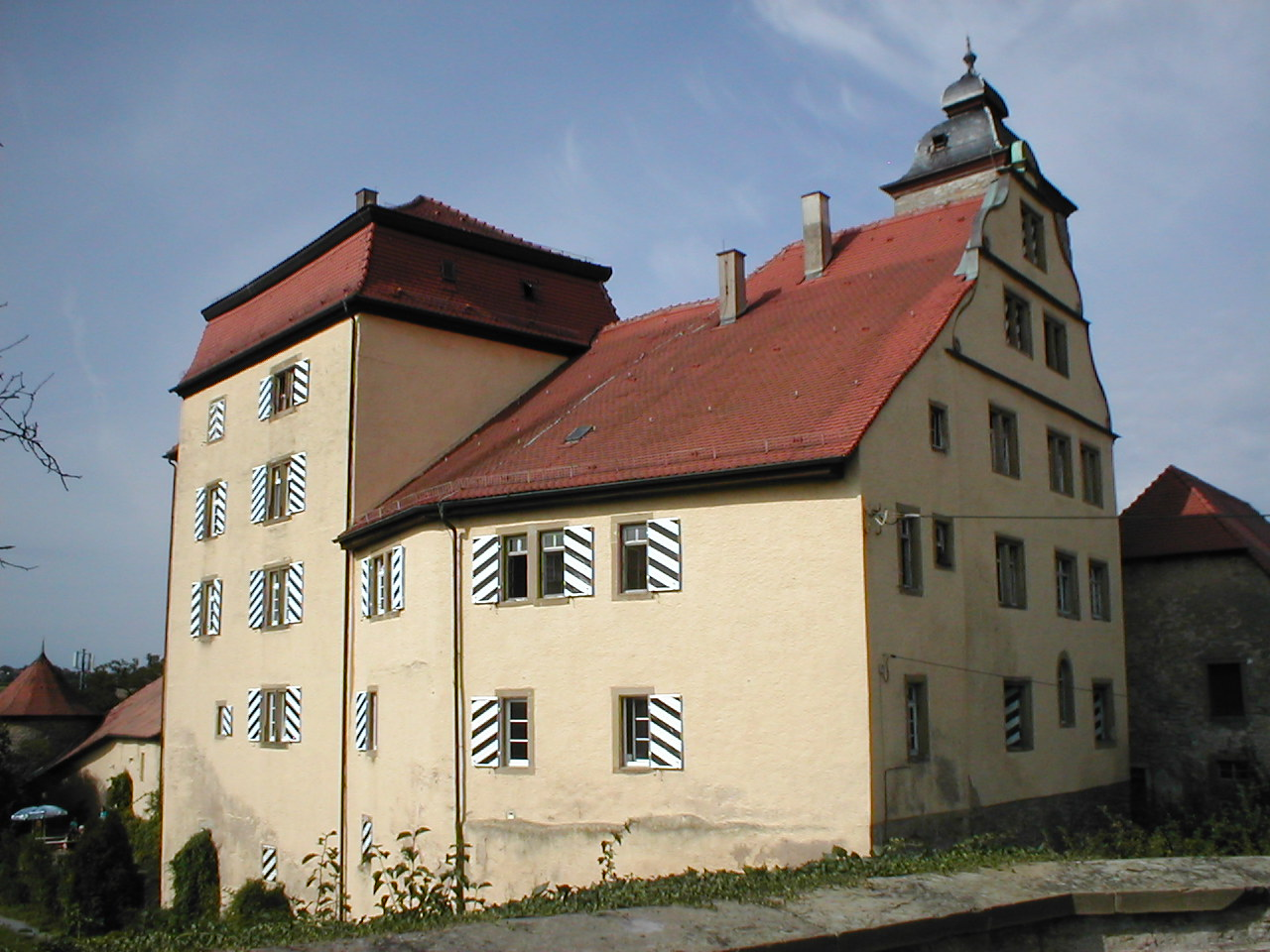
Schloss Heuchlingen
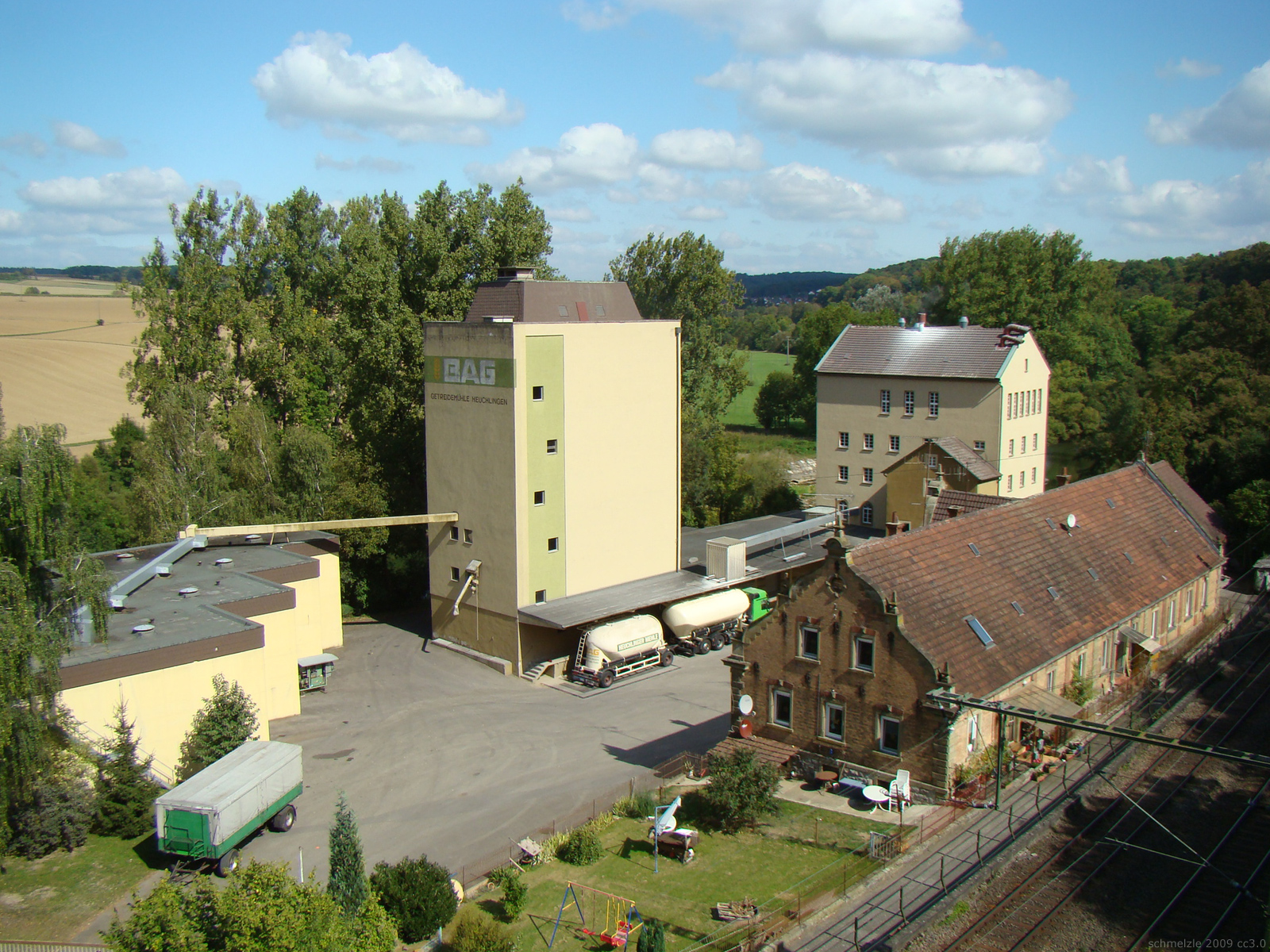
Heuchlinger Mühle
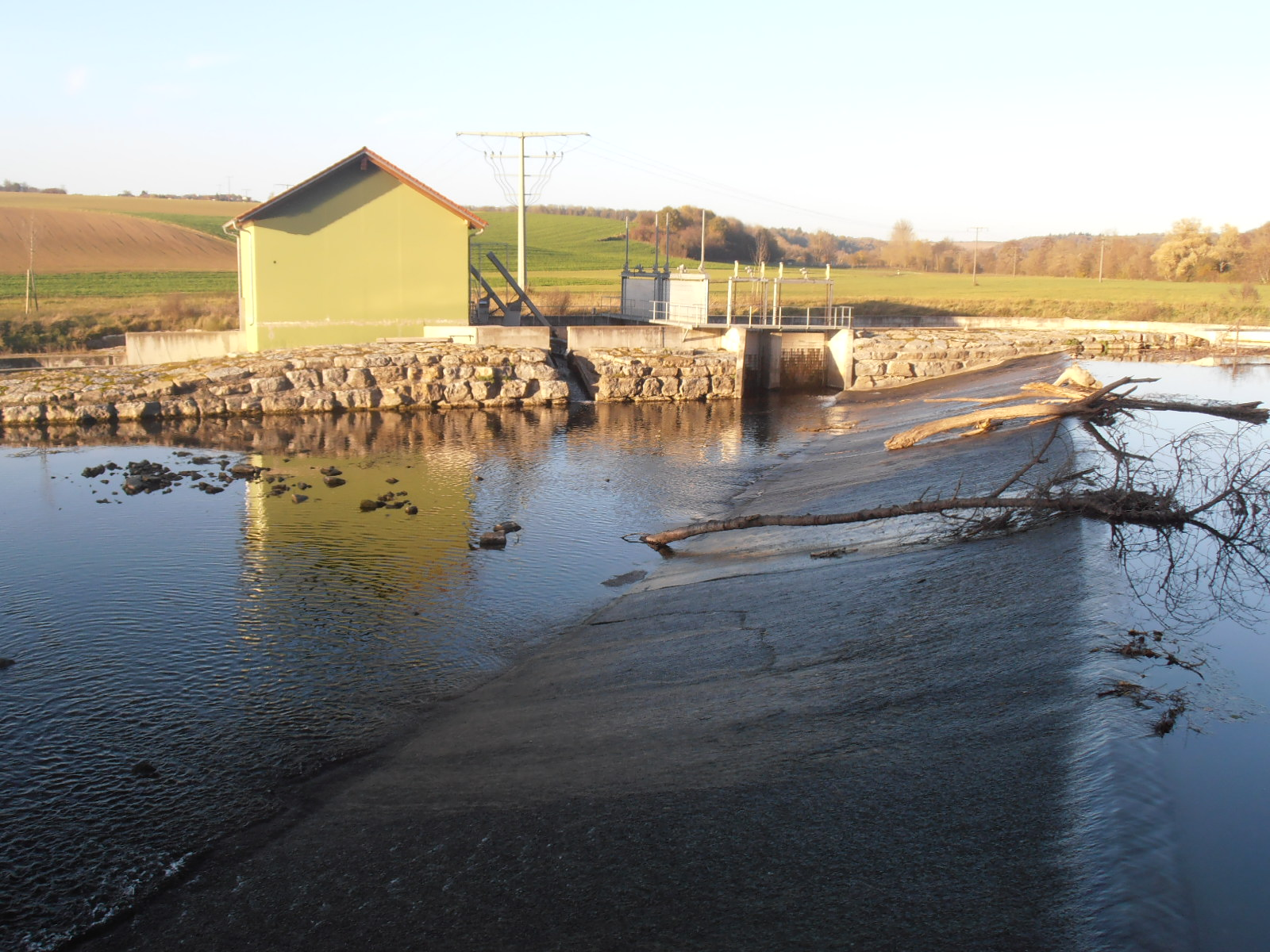
Wasserkraftwerk an der Jagst
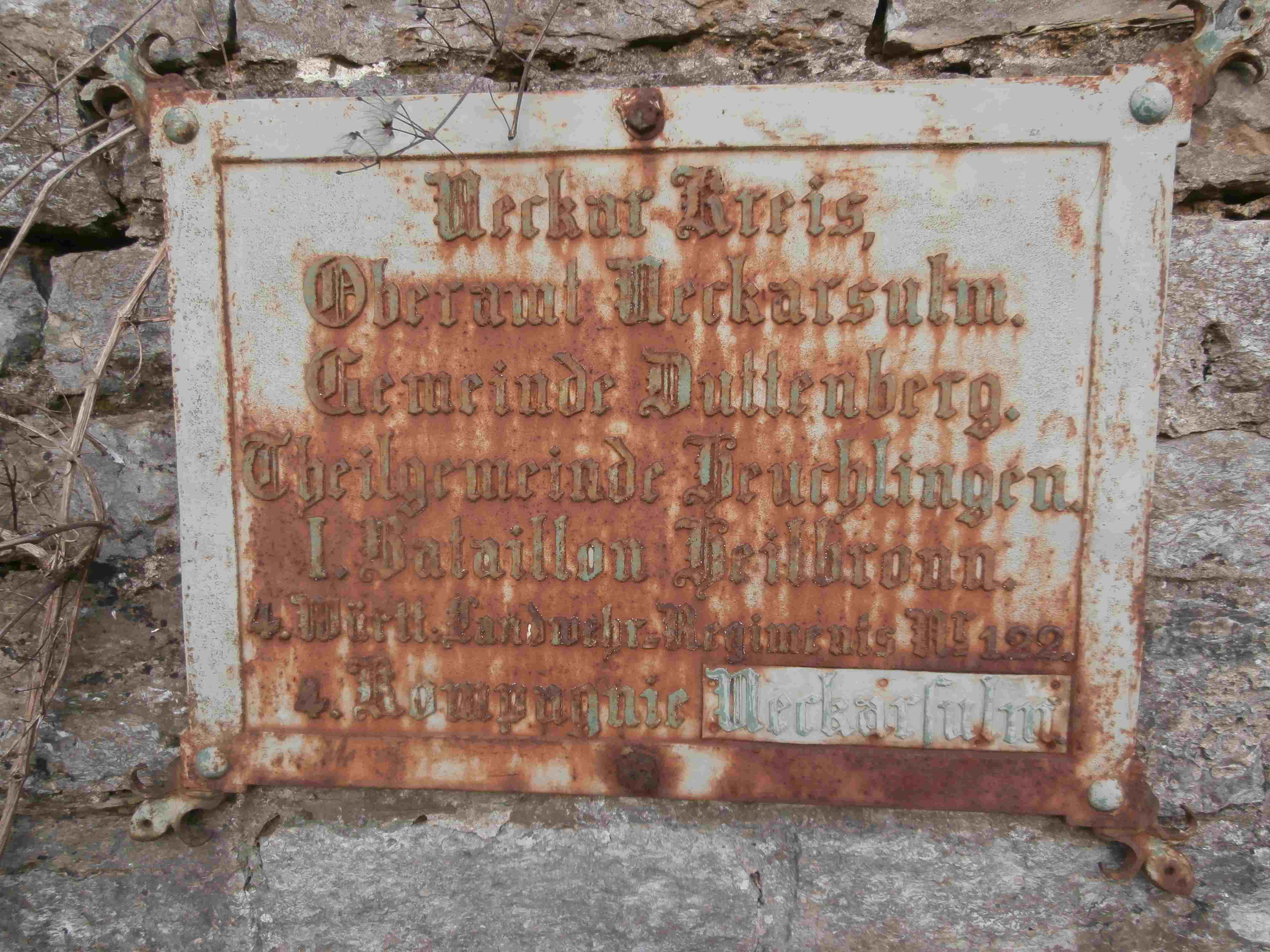
Historische Tafel am Schloss zur kommunalen Zugehörigkeit